# Ferrari Mondial
A Ferrari Mondial egy 2+2 személyes sportautó volt, melyet 1980 és 1993 közt gyártottak. Az 1974-ben bemutatott 308 GT4 utódjaként, annak motorját és szerkezeti egységeit örökölte. A GT4 tengelytávját 100 mm-el, 2650 mm-re növelték, így a Mondial elég hosszú és  kényelmes  sportautó volt.